# Petra Chocová
Petra Chocová (ur. 16 sierpnia 1986 w Czeskiej Lipie) – czeska pływaczka, specjalizująca się głównie w stylu klasycznym.
Mistrzyni Europy z Debreczyna w wyścigu na 50 m żabką oraz mistrzyni Europy na krótkim basenie z Chartres na 50 m stylem klasycznym i srebrna medalistka na 100 m stylem klasycznym i w sztafecie 4 x 50 m stylem zmiennym.
Uczestniczka igrzysk olimpijskich w Londynie na 100 m żabką (24. miejsce).